# زلزال شرم الشيخ 1969
```
وقع زلزال 
شرم الشيخ عام 1969
 في 31 مارس قبالة السواحل الجنوبية 
لشبه جزيرة سيناء
 في شمال شرق 
مصر
 . ويقع مركز الزلزال بالقرب من جزيرة 
شدوان
 جنوب غرب مدينة 
شرم الشيخ
 عند التقاء 
البحر الأحمر
 
وخليج السويس
 . بلغت قوة الزلزال 6.6 
درجة على مقياس درجة العزم
 ، وكان الحد الأقصى للشدة المُبلغ عنها 7 درجات ( 
قوي جدًا
 ) على 
مقياس ميركالي المعدل
 وكان مسؤولًا عن عدة وفيات وإصابات.
[
3
]
```

## الإعداد التكتوني
هذا الجزء من مصر مجاور للصفائح التكتونية الإفريقية والعربية . حيث يقسم البحر الأحمر الصفيحتين العربية والأفريقية حيث يتحول فرع واحد شمالًا على طول خليج العقبة إلى نظام صدع البحر الميت ، ويستمر الاتجاه الرئيسي على طول خليج السويس. في حين يتسم نشاط الزلزال في خليج العقبة بالصدع الجانبي للانزلاق الإضافي فإن خليج السويس يتأثر بشكل أساسي بالتكتونية التوسعية مع امتداد متزايد من الشمال إلى الجنوب.

## الزلزال
على الرغم من أن مركز الزلزال لا علاقة له في جزيرة غوبال على بعد 25 كيلومتر (16 ميل) فقط 25 كيلومتر (16 ميل) شمال مركز هذا الزلزال ولكنه مرتبط بالتصدع العكسي ، وكانت من نتائج الزلزال أنه أحداث صدع طبيعية مع خطوط الاتجاه الموازية لخليج السويس.

## الأضرار
أثرت الصدمة على جزيرتي الطويلة وجبال القريبتين وأفزعت الناس على الأرض وتسببت في سقوط العديد من الصخور في جزيرة شدوان ولكن بسبب الطبيعة غير المأهولة للجزر لم يتم الإبلاغ عن أي ضرر هناك باستثناء بعض التكسير في قاعدة منارة شاكر. في الغردقةحيث حدثت بعض التشققات في الجدران المبنية من الطوب في محطة لتوليد الطاقة من الخرسانة المسلحة وبعض الأشجار وحدوث تصدع في فندقين. شوهدت آثار مماثلة في الشمال في دير سانت كاترين . في شرم الشيخ (حيث واجه الناس صعوبة في الوقوف أثناء الهزة الأرضية) وشوهدت تشققات في الجدران وسقطت الأشياء من الأرفف وسقط الأثاث أو انقلب. ولم تتأثر حقول النفط على طول ضفتي خليج السويس.
وبعيدًا عن منطقة مركز الزلزال كان الضرر خفيفًا غير موجود على الرغم من أنه كان هناك شعور قوي في مدينتي سفاجا والقصير وإلى الغرب في قنا . في أسيوط تم تدمير منزل ومسجد وفي بني سويف تم تدمير عدد قليل من المنازل وسقوط سلالم إحدى المدارس. في القاهرة هرع الناس إلى الشوارع ودُمر أحد المنازل وأصيب حوالي عشرة منازل أخرى بأضرار جراء خمس إصابات حدثت هناك لكن الصدمة لم يشعر بها سوى عدد قليل من الناس إلى الشمال في الإسكندرية . وبلغ إجمالي الأضرار والخسائر البشرية وفاة اثنين وإصابة 15 بجروح وتدمير سبعة مساجد (إلى جانب حوالي 100 منزل).

## أحداث أخرى
تشهد المنطقة القريبة من شمال البحر الأحمر وخليج السويس وخليج العقبة أكثر الأنشطة الزلزالية في مصر وشهد الجزء الشمالي الشرقي من البلاد زيادة في الزلازل مقارنة بالأزمنة التاريخية. في حين أن حدث 1969 كان أحد أكبر الزلازل فقد وقع زلزال القاهرة عام 1992 والذي وقع على مسافة 25 كيلومتر (16 ميل) جنوب غرب المدينة في منطقة دهشور وكان كبيرا أيضا. وقع زلزال خليج العقبة في عام 1995على طول صدع البحر الميت وكان أكبر حدث في القرن العشرين أثر على المنطقة. بالمقارنة فإن النشاط بالقرب من القاهرة ليس نشطًا ولكن تم الإبلاغ عن أحداث أصغر أخرى في دلتا النيل ، بما في ذلك الأحداث الصغيرة بالقرب من بني سويف في أكتوبر 1999 ومرة أخرى في نوفمبر 2006.